# Mark Pocan
Mark Pocan, né le 14 août 1964 à Kenosha (Wisconsin), est un homme politique américain. Membre du Parti démocrate, il est élu du Wisconsin à la Chambre des représentants des États-Unis depuis 2013.

## Biographie
Mark Pocan naît et grandit à Kenosha, dans le sud-est du Wisconsin.
En 1986, il obtient un bachelor of arts à l'université du Wisconsin à Madison. Il finance ses études en réalisant des spectacles de magie et en étant serveur. Il possède un magasin d'impression dans le sud de Madison.
De 1991 à 1996, il est membre du board of supervisors du comté de Dane.
Il est élu à l'Assemblée de l'État du Wisconsin en 1998, succédant à Tammy Baldwin candidate à la Chambre des représentants. Il y représente le 78e district, dans lequel il est constamment réélu avec plus de 80 % des voix. Il siège à l'Assemblée du Wisconsin de 1999 à 2013, où il est membre de la commission du budget.
En 2012, il se présente à nouveau à la succession de Baldwin, cette fois-ci à la Chambre des représentants des États-Unis, dans le deuxième district du Wisconsin. La circonscription, autour de la capitale de l’État Madison, est un bastion progressiste. Il remporte la primaire démocrate avec plus de 70 % des voix face à sa principale adversaire, Kelda Helen Roys, une autre élue de l'Assemblée du Wisconsin. À l'élection de novembre, il est élu représentant avec 67,9 % des voix. Il est réélu en 2014 réunissant 68,4 % des suffrages exprimés. Il est membre de la commission de l'éducation et du travail.

### Vie privée
Mark Pocan est ouvertement homosexuel. Il épouse Philip Frank à Toronto au Canada en 2006. Il devient le premier parlementaire à obtenir une pièce d'identité du Congrès pour son conjoint du même sexe,.

## Positions politiques
Pocan est co-président du LGBT Equality Caucus et vice-président du Progressive Caucus. Situé à la gauche du Parti démocrate, il est en faveur d'une augmentation du salaire minimum, d'un enseignement supérieur gratuit, de l'interdiction de la fracturation hydraulique et d'une hausse des impôts pour les plus aisés. Malgré cela, il est reconnu pour son travail bipartisan, notamment à l'Assemblée du Wisconsin,.
Pocan est un des premiers élus démocrates à évoquer ouvertement l'impeachment au sujet de Donald Trump. Il s'oppose par la suite à l’administration Biden concernant la hausse des dépenses militaires.

## Historique électoral
| Année | Mark Pocan | Républicain |
| ----- | ---------- | ----------- |
| Année |            |             |
| 2010  | 61,77 %    | 38,16 %     |
| 2012  | 67,90 %    | 31,90 %     |
| 2014  | 68,40 %    | 31,51 %     |
| 2016  | 68,72 %    | 31,16 %     |
| 2018  | 97,42 %    | –           |
| 2020  | 69,67 %    | 30,25 %     |
| 2022  | 70,99 %    | 26,92 %     |
| 2024  | 70,1 %     | 29,9 %      |